# Episema tersina
Episema tersina là một loài bướm đêm trong họ Noctuidae.